# Arturo Graf

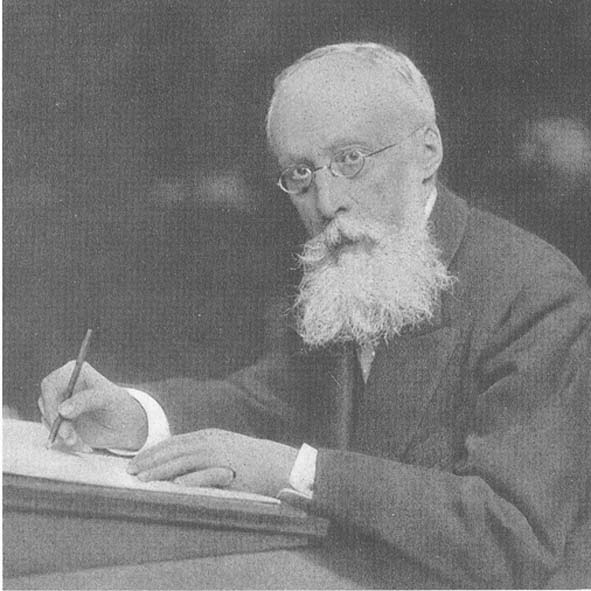
Arturo Graf

Arturo Graf, född 19 januari 1848, död 31 maj 1913, var en italiensk poet och forskare.
Graf föddes i Aten av en tysk far och en italiensk mor. Under senare delen av sitt liv verkade han som professor i litteraturhistoria i Turin. Som poet med verk som Medusa (1880) och Le rime della selva (1906) var Graf en melankoliker, vars favoritmotiv var döden, helst besjungen med en apparat av myter, legender och litterära metaforer. Den på sin tid ivrigt debatterade romanen Il riscatto var en förtäckt självbiografi. Grafs litteratur- och kulturhistoriska arbeten samlades 1925 under titeln Opere critiche.